# أبوتكس
أبوتكس هي شركة صناعة دوائية كندية. أسسها د. برنارد شرمان عام 1974، وتعد الشركة أكبر منتج للادوية المكافئة في كندا، حيث تتجاوز مبيعاتها ملياري دولار كندي سنويا. تنتج الشركة أكثر من 300 دواء مكافئ في حوالي 4000 جرعة، وهنالك 500 مادة تحت التطوير. تصدر أبوتكس منتجاتها إلى أكثر من 115 دولة حول العالم. وتصرف أدوية أبوتكس في الوصفات أكثر من أي شركة أخرى في كندا، حيث تقارب من 90 مليون وصفة سنويا.
تصنع أبوتكس الأدوية المكافئة وتوزعها في مختلف الأمراض والحالات الطبية والتي تتضمن السرطان والسكري وارتفاع الكوليسترول والزرق (ضغط العين) والعدوى وضغط الدم.

## عضويات أبوتكس
أبوتكس عضو في المؤسسات التالية:
- The Canadian Generic Pharmaceutical Association (CGPA),[7]
- the Generic Pharmaceutical Association (GPhA),[8]
- عضو مشارك في: the Canadian Animal Health Institute (CAHI),[9]
- the Canadian Association for Pharmacy Distribution Management (CAPDM),[10]
- the Greater Toronto Area's Partners in Project Green.[11]

## وصلات خارجية
- الموقع الرسمي
- معلومات حول الشركة[وصلة مكسورة]